# 마법소녀를 동경해서
《마법소녀를 동경해서》(일본어: 魔法少女にあこがれて 마호쇼조니 아코가레테[*])는 오노나카 아키히로가 지은 일본의 만화다. 《망가 라이프 STORIA》(타케쇼보)의 Vol.34(2019년 1월 30일 발매)에 단편이 게재되어 Vol.35부터 연재화되었다. 그 후, 이 잡지의 휴간에 수반해 같은 회사의 웹코믹 사이트 《스토리아 대시》에서 웹 만화로서 연재 중이다.
어느 날 갑자기 악의 조직의 여간부가 되어버린 소녀를 묘사하는 코미디 작품이다.

## 줄거리
마법소녀(트레스 마지아)를 동경하는 히이라기 우테나는 평범한 소녀 앞에 갑자기 나타나 변신할 힘을 주는 마스코트 캐릭터에게서 어느 날 갑자기 악의 조직 여간부의 힘을 받았다. 반강제로 동경하는 마법소녀들과 대치하게 된 우테나는 싸움 속에서 상처받고 괴로워하는 이들의 모습에 왠지 모르게 마음이 뭉클해진다.
어떻게든 이성을 유지하려 해도 마법소녀들이 몸부림치는 모습에 흥분을 참지 못하는 그녀는 점차 욕망에 사로잡힌 사디스트로서의 본성을 드러낸다.

## 등장인물

### 주인공
히이라기 우테나 / 마지아 베제
성우 - 이즈미 후카
본작의 주인공인 중학생. 악의 조직 '에놀미타'의 여간부를 맡는다.
마법소녀 굿즈를 수집하거나 마법소녀 관련 화제에 뜨거워지는 등 이들을 동경한다. 처음에는 자각하지 못했지만, 진성의 사디스트이며, 적대한 자에 대해 종종 타가 빗나간 행동을 취할 때가 있다. 별의 수는 평시에는 2개이지만 감정이 고조될수록 별의 수는 증가했고 로드 에노르메전에서는 20개 이상의 별이 확인되었다.
무기는 십자별이 달린 기마편 지배의 채찍(풀스타 도미네이트)으로 닿은 것을 마물로 변화시킨다. 또 채찍에 의한 타격 공격을 적극적으로 실시한다.

### 마법소녀 트레스 마지아
하나비시 하루카 / 마지아 마젠타
성우 - 마에다 카오리
트레스 마지아 중 한 명.
우테나의 클래스메이트지만 변신 시 작용하는 인식 저해 마법의 효과로 인해 서로의 정체는 알지 못한다.
순수한 마음의 소유자이기 때문에 가끔 에놀미타에게 호되게 될 때가 있다.
미나카미 사요 / 마지아 아주르
성우 - 카자마 마유코
트레스 마지아 중 한 명. 친가는 신사다.
우테나의 클래스메이트지만 하루카처럼 그녀의 정체는 모른다.
마지아 베제에 갇힌 이후 마조히즘에 눈을 떴고 마법소녀에서 어둠 속으로 빠져 마지아 베제에게 빠졌다.
텐카와 카오루코 / 마지아 설퍼
성우 - 이케다 미사키
트레스 마지아 중 한 명. 빈유.
우테나의 클레스메이트지만 하루카처럼 그녀의 정체는 모른다.
교토 사투리를 구사하기 때문에 언뜻 보면 얌전한 성격으로 보이지만 실제로는 기가 세고 싸움이 빠르다.
바츠
성우 - 아스미 카나
하루카 일행을 서포트하는 생물
하얀 고양이처럼 생겼고 하루카 일행에게 마법소녀를 권유했다.

### 악의 조직 에놀미타
아라가 키위 / 레오팔트
성우 - 코가 아오이
에놀미타의 일원. 작지만 가슴은 크다. 폭탄을 생성하고 조종하는 마법을 다룬다.
자신보다 마법소녀가 추앙받는 것을 용납할 수 없어 이들을 쓰러뜨리기 위해 에놀미타에 가담했다.
당초 우테나를 적대시했지만 그녀에게 조교된 이후로는 절대적인 신뢰와 애정을 바치고 있다.
무기는 불분명하지만 십자별이 달린 더블 딜린저를 많이 사용한다.소화기부터 중화기까지 자유롭게 소환해 동시 발동이 가능하다.
모리노 코리스 / 네로 앨리스
성우 - 스기우라 시오리
에놀미타의 일원. 초등학생.
기본적으로 과묵한 표정이지만 의사소통은 할 수 있다.
별의 개수는 3개. 어려서 마력의 지속이 불안정하다.
무기는 불분명하지만 십자별이 달린 회중시계를 허리에서 차고 있다. 대상을 돌하우스에 가둬 결계를 만든 뒤 인식을 조작해 공격부터 치료까지 실시한다. 또 인형을 조종할 수 있고 레오팔트 폭탄을 잠재운 연계 공격도 한다.
베나리타
성우 - 후쿠엔 미사토
우테나 일행을 서포트하는 생물
검은 고양이처럼 생겼고, 우테나 일행을 에놀미타로 끌어들였다.
아코야 마타마 / 로코 무지카
성우 - 아이사카 유카
에놀미타의 초기 구성원 중 한 명. 노랫소리를 충격파로 바꾸어 공격하다.
아이돌이 되는 것이 꿈이지만 노래를 잘 못하는 것을 걱정하고 있다.
무기는 십자별이 달린 콘덴서 마이크 '보와 포르테'로 목소리를 음파로 날려 공격한다.
아네모 네모 / 루베루 부루메
성우 - 츠다 미나미
에놀미타의 초기 구성원 중 한 명. 그림자나 그림자에 닿아 있는 상대를 조종하는 마법을 다룬다.
입이 나빠서 로코 무지카와 자주 싸운다.
무기는 불분명하지만 십자별을 본뜬 고무를 지니고 있다.자신의 그림자와 대상의 그림자를 섞음으로써 대상을 조종할 수 있다.
시스터 기간트
성우 - 이노우에 키쿠코
에놀미타의 초기 구성원 중 한 명.몸의 크기를 바꾸는 마법을 사용하여 거대화하여 육탄전을 한다.
늘 슬픈 표정을 짓고 있다.
로드 에노르메
성우 - 히카사 요코
에놀미타의 초기 구성원 중 한 명.
세계 정복을 목표로 초기 구성원들을 이끌고 마법소녀 사냥을 하고 있다. 마지아 베제와의 싸움에서 패하여 처형되었다.

## 서지 정보
- 오노나카 아키히로 《마법소녀를 동경해서》 타케쇼보 〈뱀부 코믹스〉
  1. 2019년 11월 30일 발매[5][9], ISBN 978-4-8019-6809-7
  2. 2020년 4월 30일 발매[10][11], ISBN 978-4-8019-6862-2
  3. 2020년 9월 30일 발매[12][13], ISBN 978-4-8019-7073-1
  4. 2021년 2월 27일 발매[14][15], ISBN 978-4-8019-7212-4
  5. 2021년 7월 29일 발매[16][17], ISBN 978-4-8019-7372-5
  6. 2021년 12월 27일 발매[18][19], ISBN 978-4-8019-7507-1
  7. 2022년 5월 30일 발매[20][21], ISBN 978-4-8019-7635-1
  8. 2022년 10월 17일 발매[22], ISBN 978-4-8019-7879-9
  9. 2023년 3월 16일 발매[23][24], ISBN 978-4-8019-7976-5
  10. 2023년 8월 17일 발매[25], ISBN 978-4-8019-8118-8
  11. 2024년 1월 17일 발매[26], ISBN 978-4-8019-8232-1

## TV 애니메이션
2023년 3월 16일에 TV 애니메이션화가 발표되었다. 2024년 1월부터 3월까지 AT-X 등에서 방송되었다.

### 수정 버전
본작은 성적 묘사가 많이 포함되기 때문에 TV 방송이나 인터넷 스트리밍 등 매체에 따라 다른 3가지 버전으로 전개되며 본편의 영상과 음성에 규제, 수정이 이루어진다.
- 《TV 방송 Ver.》 … 영상의 규제, 음성의 수정이 있다.
- 《동경 Ver.》 … 일부 영상의 규제가 풀려 있다. AT-X 및 d 아니메 스토어에서만 시청 가능하다.
- 《초동경 Ver.》 … 영상, 음성 모두 수정이 없다. 2023년 12월 시점에서 대상 매체는 BD/DVD만이 되었다.

### 스태프
- 원작 - 오노나카 아키히로
- 감독 - 스즈키 마사토, 오오츠키 아츠시
- 시리즈 구성 - 키무라 노보루
- 캐릭터 디자인·총작화 감독 - 오오타키 야스카
- 프롭 디자인 - 쿠보카와 에리코
- 미술 감독·미술 설정 - 타이라 아리사
- 색채 설계 - 우에무라 슈지
- 촬영 감독 - 쿠지라이 료
- 편집 - 이시이 아미
- 음향 감독 - 모토야마 사토시
- 음향 효과 - 사쿠라이 요코
- 음향 제작 - 닥스 프로덕션
- 음악 - 타카나시 야스하루, 스즈키 아키나리, 요하네스 닐슨
- 음악 제작 - 란티스
- 프로듀서 - 야마모토 슈헤이, 마츠다 타이요, 키미즈카 코타, 니시마에 슈카, 코우치야마 타카시, 키무라 아츠시, 우스쿠라 류타로
- 애니메이션 제작 - 아사히 프로덕션
- 제작 - 마법소녀를 동경해서 제작위원회

## 주제가
My dream girls
NACHERRY에 의한 오프닝 테마. / 작사·작곡·편곡 - Motokiyo
삐쭉삐쭉 사디스틱(とげとげサディスティック)
엔딩 테마. 작사·작곡·편곡 - 카라스야사보우
제9화까지 마지아 베제(이즈미 후카), 레오팔트(코가 아오이), 네로 앨리스(스기우라 시오리)의 3명이 가창한 버전이 사용되었고, 제10화부터는 로코 무지카(아이사카 유카), 루베루 부루메(츠다 미나미)가 더해진 5명이 가창한 버전이 사용되었다.
L・O・V・E・리-로코♡(L・O・V・E・リー ロコ♡)
로코 무지카(아이사카 유카)에 의한 제8, 9화 삽입곡. / 작사 - 오노나카 아키히로 / 작곡·편곡 - 스즈키 아키나리

## 방영 목록
| 화수             | 제목                                                  | 방송일          |
| ---------------- | ----------------------------------------------------- | --------------- |
| 제01화           | 悪の女幹部、誕生⁉ 악의 여간부, 탄생!?                 | 2024년 1월 3일  |
| 제02화           | その名は、マジアベーゼ 그 이름은, 마지아 베제         | 2024년 1월 10일 |
| 제03화           | 爆裂娘レオパルト 폭렬소녀 레오팔트                    | 2024년 1월 17일 |
| 제04화           | 最強アイドル♥トレスマジア 최강 아이돌♡트레스 마지아   | 2024년 1월 24일 |
| 제05화           | 不思議の国のネロアリス 이상한 나라의 네로 앨리스      | 2024년 1월 31일 |
| 제06화           | トレスマジア誕生秘話 트레스 마지아 탄생 비화          | 2024년 2월 7일  |
| 제07화           | 逆境アズール 역경 아주르                              | 2024년 2월 14일 |
| 제08화           | ロード団、現る! 로드단, 등장하다!                     | 2024년 2월 21일 |
| 제09화           | アイドルにあこがれて! 아이돌을 동경해서!              | 2024년 2월 28일 |
| 제10화           | ロコ×ルベ 로코×루베                                   | 2024년 3월 6일  |
| 제11화           | 世界征服にあこがれて! 세계 정복을 동경해서!           | 2024년 3월 13일 |
| 제12화           | 総師マジアベーゼの決断 총수 마지아 베제의 결단        | 2024년 3월 20일 |
| 제13화[마지막회] | やっぱり魔法少女にあこがれて 역시 마법소녀를 동경해서 | 2024년 3월 27일 |

## 생일들
하나비시 하루카 4월 30일
미나카미 사요 9월 1일
텐카와 카오루코 8월 17일
히이라기 우테나 11월 14일
아라가 키위 7월 6일
모리노 코리스 2월 8일
타나카 미치코 1월 27일
아코야 마타마 4월 8일
아네모 네모 6월 23일

### 내용주
1. ↑  제1화에서는 '악의 여간부'로 크레딧

### 참조주
1. 1 2  “「クミカのミカク」の小野中彰大、新連載「魔法少女にあこがれて」STORIAで開始”. 《コミックナタリー》. ナターシャ. 2019년 3월 30일. 2023년 10월 27일에 확인함.
2. ↑  小野中彰大 [onnkakhr] (2019년 1월 30일). “本日発売のまんがライフSTORIAに読み切り「魔法少女にあこがれて」載せて頂いております〜。宜しくお願いします〜〜〜。” (트윗). 2023년 10월 27일에 확인함.
3. ↑  “まんがライフSTORIA最新号情報”. 《まんがライフSTORIA》. 竹書房. 2019년 2월 6일에 원본 문서에서 보존된 문서. 2023년 10월 27일에 확인함.
4. ↑  “まんがライフSTORIA休刊、作品はWebへ移籍&今号からの新連載も”. 《コミックナタリー》. ナターシャ. 2019년 7월 30일. 2023년 10월 27일에 확인함.
5. 1 2  “魔法少女大好きっ娘が悪の女幹部に!小野中彰大「魔法少女にあこがれて」1巻”. 《コミックナタリー》 (ナターシャ). 2019년 11월 29일. 2020년 6월 21일에 확인함.
6. 1 2 3 4  “「魔法少女にあこがれて」和泉風花、前田佳織里、福圓美里が出演 ティザーPV公開”. 《コミックナタリー》 (ナターシャ). 2023년 8월 16일. 2023년 8월 16일에 확인함.
7. 1 2 3 4 5  “『魔法少女にあこがれて』過激なビジュアルPV公開 来年1月放送でキャスト発表”. 《ORICON NEWS》. oricon ME. 2023년 10월 27일. 2023년 10월 27일에 확인함.
8. 1 2 3 4 5  “「魔法少女にあこがれて」放送は1月3日から 新PVとキャスト、3つの映像展開を発表”. 《コミックナタリー》 (ナターシャ). 2023년 12월 3일. 2023년 12월 4일에 확인함.
9. ↑  “旧定価 魔法少女にあこがれて（1）”. 竹書房. 2020년 6월 22일에 확인함.
10. ↑  “悪の組織の女幹部、その正体は魔法少女大好きっ娘「魔法少女にあこがれて」2巻”. 《コミックナタリー》. ナターシャ. 2020년 4월 30일. 2023년 10월 27일에 확인함.
11. ↑  “旧定価 魔法少女にあこがれて（2）”. 竹書房. 2020년 6월 22일에 확인함.
12. ↑  “「魔法少女にあこがれて」3巻、悪の組織の怖い先輩とゆとり新人たちがバチバチ”. 《コミックナタリー》. ナターシャ. 2020년 9월 30일. 2023년 10월 27일에 확인함.
13. ↑  “旧定価 魔法少女にあこがれて（3）”. 竹書房. 2020년 10월 11일에 확인함.
14. ↑  “「魔法少女にあこがれて」4巻、描き下ろしポスターの展開やLINEスタンプも”. 《コミックナタリー》. ナターシャ. 2021년 2월 27일. 2023년 10월 27일에 확인함.
15. ↑  “旧定価 魔法少女にあこがれて（4）”. 竹書房. 2021년 2월 27일에 확인함.
16. ↑  “「魔法少女にあこがれて」5巻ではマジアベーゼが組織の総帥に、応援店フェアも”. 《コミックナタリー》. ナターシャ. 2021년 7월 29일. 2023년 10월 27일에 확인함.
17. ↑  “旧定価 魔法少女にあこがれて（5）”. 竹書房. 2021년 7월 29일에 확인함.
18. ↑  “「魔法少女にあこがれて」ドキドキの罠だらけダンジョンが魔法少女たち襲う6巻”. 《コミックナタリー》. ナターシャ. 2021년 12월 27일. 2023년 10월 27일에 확인함.
19. ↑  “旧定価 魔法少女にあこがれて（6）”. 竹書房. 2021년 12월 27일에 확인함.
20. ↑  “悪の組織VS魔法少女の熱いアイドル活動バトル「魔法少女にあこがれて」7巻”. 《コミックナタリー》. ナターシャ. 2022년 5월 30일. 2023년 10월 27일에 확인함.
21. ↑  “旧定価 魔法少女にあこがれて（7）”. 竹書房. 2022년 5월 31일에 확인함.
22. ↑  “旧定価 魔法少女にあこがれて（8）”. 竹書房. 2022년 10월 17일에 확인함.
23. ↑  “魔法少女にあこがれて（9）”. 竹書房. 2023년 3월 16일에 확인함.
24. 1 2  “SM（サディスティックマジカル）コメディ「魔法少女にあこがれて」TVアニメ化”. 《コミックナタリー》 (ナターシャ). 2023년 3월 16일. 2023년 3월 16일에 확인함.
25. ↑  “魔法少女にあこがれて（10）”. 竹書房. 2023년 8월 17일에 확인함.
26. ↑  “魔法少女にあこがれて（11）”. 竹書房. 2024년 1월 19일에 원본 문서에서 보존된 문서. 2024년 1월 17일에 확인함.
27. ↑  “本編が3つのバージョンで配信されることが決定！”. 《TVアニメ「魔法少女にあこがれて」公式サイト》. 2023년 12월 7일에 확인함.
28. ↑  “NACHERRYの2ndシングル「My dream girls」が、2024年2月21日（水）に発売決定!”. 《NACHERRY OFFICIAL SITE》. バンダイナムコミュージックライブ. 2023년 10월 8일. 2023년 10월 27일에 확인함.